# Canal 6 (México)
Canal 6, más conocido como Multimedios Televisión, es una cadena de televisión abierta mexicana perteneciente a Grupo Firmas Globales, con sede en Monterrey, Nuevo León, siendo la estación principal de la cadena, XHAW-TDT en esa ciudad. El canal virtual nacional asignado para este canal en México es el 6.1. Sin embargo, la cadena tiene una cobertura limitada a algunas ciudades mediante estaciones propiedad de la televisora y algunas afiliadas.
La programación de esta cadena también se transmite por la señal conocida como 6+ (Canal 6 Plus) y cuenta con estaciones afiliadas en los estados de Texas, Utah y California en Estados Unidos. Su programación también puede ser vista en cualquier parte del mundo a través de Internet, además de diversos sistemas de TV de paga en Norteamérica

## Locutores
- Miguel Karcz (†) - Voz Institucional[2]
 (2015-2023)
- José Manuel Escobedo - Voz Institucional Deportiva
- Ricardo Solaback - Voz Institucional (2023 - Actual)

## Programación
Además de la programación de noticieros y deportes, Multimedios Televisión cuenta con programas de entretenimiento como:

### Programación Actual
- El Chismorreo: Programa vespertino de espectáculos y farándula. También se transmite en Costa Rica por Canal 8 y en Panamá por Nex.
- Es Show: Programa de entretenimiento enfocado a público mayor de edad, también es transmitido en Costa Rica por Canal 8.
- Vivalavi: Programa de revista matutino en donde se presentan secciones de belleza e información. También se transmite en Panamá por Nex y en Costa Rica por Canal 8 los fines de semana
- La Bola del 6: Programa matutino de noticias y debate.
- Es Show: El Musical: Programa nocturno de canto Que Se Transmite Los Viernes
- Cambios: Programa de debate transmitido con versiones locales en diferentes plazas de Canal 6. En Monterrey lo conduce Víctor Martínez, en La Laguna Ángel Carrillo y en Guadalajara Leonardo Schwebel.
- Milenio Noticias Con Alejandro Domínguez: Noticiero nocturno donde transmiten lo sucedido en el día a nivel nacional, es transmitido simultáneamente en Canal 6 y Milenio Televisión.
- Cuando Los Ángeles Caen: Serie Televisiva de Multimedios, donde narran sucesos del día y hay un Ángel que ayuda a esa persona.
- Menos Serio Que SNSerio:Programa donde entrevistan a personalidades famosas del mundo del espectáculo. Monterrey y México
- Telediario: Noticiero Matutino, Vespertino, Nocturno y Fin de semana
- Aficionados: Programa Dominical Vespertino con temática regional del norte del país
- 15 Minutos de Fama: Programa de entrevistas a actores y cantantes en cualquier ámbito, el cual se transmite los sábados después de finalizar Telediario Nocturno
- Inaudito
- Buenas Noches Don Fematt
- Las Rapiditas
- C4: En Alerta
- Misa Dominical
- Pantallazo
- Orbital
- Fuera de Control
- El Rey Del Asador

### Programación anterior
- Beisbol Grandes Ligas
- Permanencia Voluntaria
- Club del Hogar del 12
- Estrellitas del 12
- Cinelandia
- El Ancho mundo del deporte
- Duende Bubulin
- La Hora de Cepillin
- La Fiesta de Los Vip´s
- Fiesta infantil
- Buenas Tardes con Mayita
- Tiempo de niños
- Que Onda
- Este Sábado en el 12
- Mira qué bonito
- Sábados especiales de Mira qué Bonito
- TV Rock
- Aficionados de Rómulo
- Buscando Estrellas
- El Juego del Hombre
- Doce deportes
- Touch Down
- El Sabor del Fútbol
- El Deportivo en 4 líneas
- Futbol al Día
- La otra cara de...
- UR Vision
- Cocina con Teresita
- Metronoticias
- Notioro 12
- Diselo a Mizada
- Doce Clips
- Campus Vivo
- Palindromo
- Llaves y Candados
- Momento Racing
- Con Clase
- Gruperísimo
- Night Show
- Memo-tivo
- El Hijo de la Madrugada
- En Work Out con Ritmo
- En 30 minutos
- Cepillin Live's
- Taller Abierto
- Super Clasico
- Alerta Urbana
- Reportero del Aire
- TV-TU/La Hora G
- De Moda y Mucho Mas
- Shopping Time
- Vision Elite
- Desde el Cine
- Las Posadas
- Bailadisimo/Bailadisimo Junior
- Especial de Jalogüin
- Cantadisimo/Cantadisimo Junior
- Los Secretos de Bailadisimo
- Poncho en Domingo/Jueves
- Vivalavi Internacional
- Bim Bom Va
- Mitad y Mitad
- Premios Fama
- Culinario quiero ser
- Todo por el premio
- Se nos casan: amor pa' los dos
- A las carreras
- Famocienta
- Juguetes
- Tiempo Mágico
- Abre los Ojos con Bely
- El Show de Bely y Beto
- Que Parecito
- La Casita de las Muñequitas
- Muñequitas Weekend
- Volumen 2/Volumen 3/Volumen 4
- Pura Gente Bien
- La Mañana es Nuestra
- Ya Son las Cuatro
- Premios Fama
- Destardes
- Pura Energía
- Acábatelo
- Los Payasónicos
- Dame Dembow
- VideoGol Night
- LCDP (La caja de Pandora)
- Los Hijos De La Madrugada (Guadalajara)
- Las Noches del Fútbol

## Retransmisión por televisión abierta

### México
Por disposición oficial, el IFT ha asignado y reservado el canal virtual 6.1 para esta señal a nivel nacional.
En la estación origen (XHAW-TDT) se emite esta señal diferida 2 horas por el canal 6.3 (Canal 6 Delay).
| Distintivo | Canal digital | Población                                  | Concesionario                        |
| ---------- | ------------- | ------------------------------------------ | ------------------------------------ |
| XHAW-TDT   | 25            | Monterrey, Nuevo León. Saltillo, Coahuila. | Televisión Digital, S.A. de C.V.     |
| XHMTCH-TDT | 28            | Ciudad Juárez, Chihuahua.                  | Multimedios Televisión, S.A. de C.V. |
| XHTDMX-TDT | 27            | Ciudad de México.                          | Televisión Digital, S.A. de C.V.     |
| XHOAH-TDT  | 23            | Torreón, Coahuila.                         | Multimedios Televisión, S.A. de C.V. |
| XHMTDU-TDT | 29            | Durango, Durango.                          | Televisión Digital, S.A. de C.V.     |
| XHLGG-TDT  | 31            | León, Guanajuato.                          | Multimedios Televisión, S.A. de C.V. |
| XHTDJA-TDT | 34            | Guadalajara, Jalisco.                      | Televisión Digital, S.A. de C.V.     |
| XHMTPU-TDT | 15            | Puebla, Puebla.                            | Televisión Digital, S.A. de C.V.     |
| XHVTU-TDT  | 25            | Ciudad Victoria, Tamaulipas.               | Multimedios Televisión, S.A. de C.V. |
| XHVTV-TDT  | 15            | Matamoros y Reynosa, Tamaulipas.           | Televisión Digital, S.A. de C.V.     |
| XHNAT-TDT  | 32            | Nuevo Laredo, Tamaulipas.                  | Multimedios Televisión, S.A. de C.V. |
| XHTAO-TDT  | 14            | Tampico, Tamaulipas.                       | Multimedios Televisión, S.A. de C.V. |

#### Otras estaciones
| Distintivo | Canal digital | Canal virtual | Nombre                    | Población                                  | Concesionario                                                  | Notas |
| ---------- | ------------- | ------------- | ------------------------- | ------------------------------------------ | -------------------------------------------------------------- | --- |
| XHAW-TDT   | 25            | 6.3           | Canal 6 Delay             | Monterrey, Nuevo León. Saltillo, Coahuila. | Propiedad de Television Digital S.A. de C.V.                   | Retransmite la programación del canal principal de XHAW-TDT, diferida dos horas. |
| XHPNW-TDT  | 33            | 12.1          | Super Channel 12          | Piedras Negras, Coahuila.                  | Propiedad de Super Medios de Coahuila, S.A. de C.V.            | Afiliada a Multimedios Televisión. Retransmite parte de la programación de XHAW-TDT. |
| XHPNW-TDT  | 33            | 12.2          | Super Channel 12 -2 horas | Piedras Negras, Coahuila.                  | Propiedad de Super Medios de Coahuila, S.A. de C.V.            | Afiliada a Multimedios Televisión. Retransmite parte de la programación de XHAW-TDT. |
| XHSDD-TDT  | 21            | 15.1          | 15tv                      | Sabinas, Coahuila.                         | Propiedad de Grupo Comunik, S.A. de C.V.                       | Afiliada a Multimedios Televisión. Retransmite parte de la programación de XHAW-TDT (excepto en MIX-TV). |
| XHSDD-TDT  | 21            | 15.2          | 15tv -2hrs                | Sabinas, Coahuila.                         | Propiedad de Grupo Comunik, S.A. de C.V.                       | Afiliada a Multimedios Televisión. Retransmite parte de la programación de XHAW-TDT (excepto en MIX-TV). |
| XHROSL-TDT | 10            | 4.1           | Canal 6                   | San Luis Potosí, San Luis Potosí.          | Propiedad de Radio Operadora Pegasso, S.A. de C.V.             | Afiliada a Multimedios Televisión. |
| XHNTV-TDT  | 26            | 8.1           | NTV                       | Tepic, Nayarit.                            | Propiedad de Radio-Televisión Digital de Nayarit, S.A. de C.V. | Afiliada a Multimedios Televisión. Retransmite parte de la programación de XHAW-TDT en su canal principal y la señal a tiempo completo por el canal multiprogramado, 6.1, además del canal Milenio Televisión de Multimedios por el 6.2. |
| XHNTV-TDT  | 26            | 6.1           | Canal 6                   | Tepic, Nayarit.                            | Propiedad de Radio-Televisión Digital de Nayarit, S.A. de C.V. | Afiliada a Multimedios Televisión. Retransmite parte de la programación de XHAW-TDT en su canal principal y la señal a tiempo completo por el canal multiprogramado, 6.1, además del canal Milenio Televisión de Multimedios por el 6.2. |
| XHNTV-TDT  | 26            | 6.2           | Milenio Televisión        | Tepic, Nayarit.                            | Propiedad de Radio-Televisión Digital de Nayarit, S.A. de C.V. | Afiliada a Multimedios Televisión. Retransmite parte de la programación de XHAW-TDT en su canal principal y la señal a tiempo completo por el canal multiprogramado, 6.1, además del canal Milenio Televisión de Multimedios por el 6.2. |
| XHMTCO-TDT | 33            | 6.1           | NRT México                | Monclova, Coahuila.                        | Propiedad de Señal Interactiva S.A. de C.V.                    | Afiliada a Multimedios Televisión. Vendida por Multimedios a NRT México en marzo de 2023. Retransmite parte de la programación de XHAW-TDT.                                                                                              |
| XHMTCO-TDT | 33            | 6.2           | NRT Canal 6.2             | Monclova, Coahuila.                        | Propiedad de Señal Interactiva S.A. de C.V.                    | Afiliada a Multimedios Televisión. Vendida por Multimedios a NRT México en marzo de 2023. Retransmite parte de la programación de XHAW-TDT.                                                                                              |

### Estados Unidos
| Indicativo de señal | Canal físico | Canal virtual | Ciudad  | Licenciatario           |
| ------------------- | ------------ | ------------- | ------- | ----------------------- |
| KHLM-LD             | 43           | 43.1          | Houston | Lotus TV of Houston LLC |